# Воля-Владиславовська
Воля-Владиславовська (пол. Wola Władysławowska) — село в Польщі, у гміні Гарволін Ґарволінського повіту Мазовецького воєводства.
Населення — 371 особа (2011).
У 1975-1998 роках село належало до Седлецького воєводства.

## Демографія
Демографічна структура станом на 31 березня 2011 року:
|          | Загалом | Допрацездатний вік | Працездатний вік | Постпрацездатний вік |
| -------- | ------- | ------------------ | ---------------- | -------------------- |
| Чоловіки | 184     | 44                 | 120              | 20                   |
| Жінки    | 187     | 41                 | 110              | 36                   |
| Разом    | 371     | 85                 | 230              | 56                   |